# Natalus espiritosantensis
Natalus espiritosantensis — є одним з видів кажанів родини Natalidae. Колись вважався підвидом N. stramineus.

## Поширення
Країни поширення: Бразилія. Сідала лаштує в печерах.

## Загрози та охорона
Потенційною загрозою є порушення печер. 